# セルマン・ワクスマン
セルマン・エイブラハム・ワクスマン（英語: Selman Abraham Waksman；ウクライナ語: Зельман Абрахам Ваксман；1888年7月22日 - 1973年8月16日）は、アメリカ合衆国の生化学者、微生物学者。ウクライナ出身のユダヤ人。
土壌生物由来の有機化合物とその分解を研究し、ストレプトマイシンなどの抗生物質を発見した。ラトガース大学の生化学、微生物学の教授として40年勤め、その間に20を超える抗生物質を発見した。抗生物質（antibiotics）という単語自体もワクスマンが考案した。彼は特許から得られた収益で微生物学の研究のための基金を作り、ニュージャージー州Piscatawayにあるラトガース大学ブッシュキャンパス内にワクスマン微生物学研究所(en)を作った。結核に効果のある初めての抗生物質であるストレプトマイシンの発見により、ワクスマンは1952年度のノーベル生理学・医学賞を受賞した。

## 伝記
ロシア帝国領であったウクライナのリーポヴェツ近郊にある町ノヴァー・プルィルーカ(露: ノーヴァヤ・プリルーカ)で、ユダヤ人の両親の元に生まれた。オデッサの第5ギムナジウム卒業後、1910年にアメリカ合衆国に移住し、6年後アメリカ合衆国に帰化した。
ワクスマンはラトガース大学に入学し、1915年に農学の学士号を取得。翌1916年には修士号を取得した。卒業研究ではJ. G.リップマンの下で土壌微生物学の研究を行った。その後、カリフォルニア大学バークレー校のフェローとなり、1918年に博士号を取得した。
彼は再びラトガース大学に戻り、アクチノマイシン、clavacin、streptothricin、ストレプトマイシン、grisein、ネオマイシン、fradicin、candicidin、candidinなどの様々な抗生物質を発見した。このうちの2つ、ストレプトマイシンとネオマイシンは多数の感染症の特効薬であり、ストレプトマイシンは結核にも効果があった。またワクスマンは抗生物質という単語を作った。米国科学アカデミーは彼の業績讃え、1968年にセルマン・A・ワクスマン微生物学賞を創設した。
ワクスマンは1973年に亡くなり、マサチューセッツ州ウッズホールにあるクロウェル墓地に葬られた。彼の墓石にはSelman Abraham Waksman: Scientistというシンプルな文字と誕生日、死亡日の日付とともに、The earth will open and bring forth salvationというイザヤ書45:8.の一節がヘブライ語と英語で書かれている。

## ストレプトマイシン
ワクスマンは学部生時代からストレプトマイシンなどの研究を行ってきたが、抗生物質としてのストレプトマイシンの発見者の座を自身の教え子のアルバート・シャッツと激しく争うことになり、最終的に訴訟にまで持ち込まれた。訴訟の結果、ワクスマンはシャッツに相当額を支払い、ストレプトマイシンの共同発見者とすることで決着した。発見したのはシャッツだが、シャッツはワクスマンの研究室でワクスマンの装置を使い、ワクスマンの指導の下でワクスマンの技術を使うことによって発見できたことからである。彼は1万の株を調べ、予備実験によってその内1000株だけが細菌を殺すことが分かった。その内100株を続く実験に回すことができ、10株から抗生物質が単離された。その内の1つがストレプトマイシンであった。
ストレプトマイシンを生産するのはストレプトマイセス属の放線菌である。

## ネオマイシン
ストレプトマイシンと同様の方法で、ネオマイシンも放線菌から分離された。ワクスマンの下で研究を行っていた大学院生のHubert A. Lechevalierが発見し、この発見は科学誌サイエンスに掲載された。

## 受賞歴
- 1947年 パサノ賞
- 1948年 アルバート・ラスカー基礎医学研究賞
- 1950年 レーウェンフック・メダル
- 1952年 ノーベル生理学・医学賞
- 2005年 全米発明家殿堂選出

### ノーベル賞
｢結核に効果のある初めての抗生物質であるストレプトマイシンの発見｣に対して贈られる1952年度のノーベル生理学・医学賞の受賞者にシャッツを含めるか否かについては論争があった。しかしノーベル賞は発見そのものだけに対して贈られるのではなく、発見に至る理論や技術の開発に対して贈られるという見方が強かった。
ワクスマンは特許で得た収益の半分を使って1951年にワクスマン微生物学研究所を作った。1951年7月に開かれた基金の受託者を集めた会合で彼はニュージャージー州にあるラトガース大学ブッシュキャンパスの敷地内に自身の名を冠したワクスマン微生物学研究所を建設すると表明した。

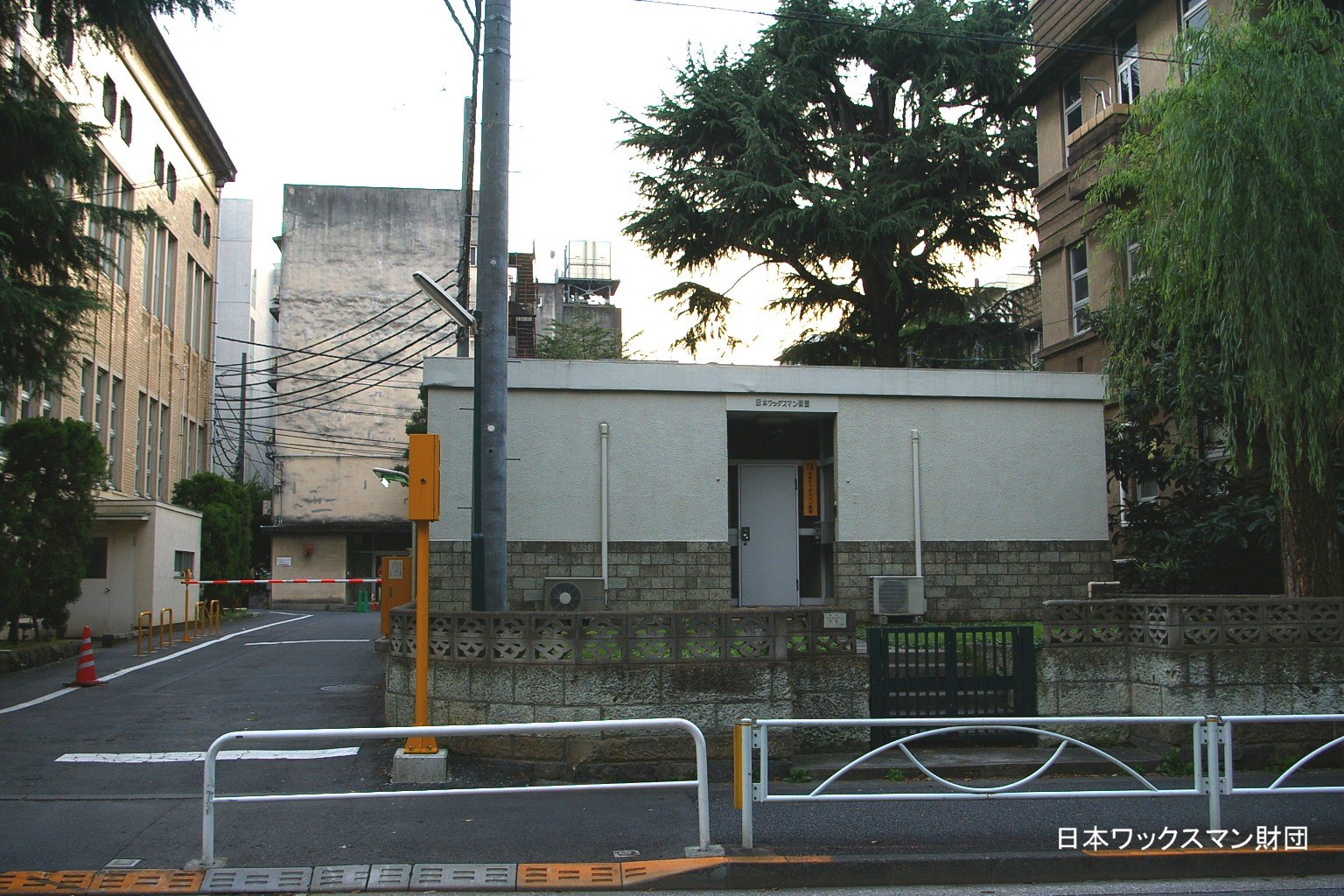
日本ワックスマン財団
慶應義塾大学信濃町キャンパス

### 日本との関わり
1952年12月、ノーベル賞授賞式の帰途、慶應義塾大学医学部、北里柴三郎生誕百年祭の招聘により来日した際に日本ワックスマン財団が設立された。

## 出版物
セルマン・ワクスマンは著者または共著者として400以上の学術論文と28の本を出版した。